# مهدي الحلي
السيّد مهدي بن داود بن سليمان الحسيني الحلّي (1807 - 13 مارس 1872) شاعر وكاتب عراقي في القرن 19 م/ 13 هـ. ولد في الحلة ونشأ بها. ينتمي إلى أسرة هاشمية حسينية شيعة اثنا عشرية من مشاهيرهم حيدر الحلي الشاعر. قرأ المقدّمات الأدبية على أخيه سليمان ودرس الفقه الجعفري على حسن كاشف الغطاء ثمّ في النجف على محمد حسن صاحب الجواهر. برع في الأدب العربي وله تلامذة تخرجوا عليه في الأدب والشعر. له مصنفات في الأدب العربي واللغة والتاريخ الأدبي منها ديوان في الشعر وكتاب في أنواع البديع وكتاب في تراجم الشعراء المتقدمين ونوادرهم ومختارات من شعر الشعراء العرب ومصباح الادب الزاهر. توفي في الحلة ودفن في النجف بالعتبة العلوية. 

## سيرته
ولد السيّد مهدي بن داود بن سليمان بن داود الحسيني الحلّي في الحلة سنة 1222 هـ / 1807 م ونشأ بها. قرأ المقدّمات الأدبية على أخيه سليمان، وجد في طلب العلم والأدب حتى صار ينظم الشعر وأجاد فيه. درس الفقه على حسن كاشف الغطاء ـ وكان نزيل الحلة حينذاك ـ ثمّ هاجر إلى النجف وحضر الأبحاث العالية على محمّد حسن صاحب الجواهر. رجع إلى الحلة وكان بها من شيوخ الأدب والتضلع بالعربية، «غزير المادّة كثير الاطلاع»، وله تلامذة تخرجوا عليه في الأدب والشعر.
توفي في الحلة 4 محرم 1289 هـ / 13 مارس 1872 م ونقل إلى النجف ودفن بالصحن الشريف.

## مؤلفاته
- ديوان شعره
- كتاب في أنواع البديع
- كتاب في تراجم الشعراء المتقدمين ونوادرهم
- مختارات من شعر الشعراء العرب، في مجلدين.
- مصباح الأدب الزاهر